# Ministri della difesa del Belgio
I ministri della difesa del Belgio dal 1831 ad oggi sono i seguenti.

## Lista
| Ministro               | Ministro          | Ministro                                          | Partito                                               | Governo                    | Mandato                 | Mandato          | Monarca                                   |
| Ministro               | Ministro          | Ministro                                          | Partito                                               | Governo                    | Inizio                  | Fine             | Monarca                                   |
| ---------------------- | ----------------- | ------------------------------------------------- | ----------------------------------------------------- | -------------------------- | ----------------------- | ---------------- | ----------------------------------------- |
| Guerra                 |                   |                                                   |                                                       |                            |                         |                  |                                           |
|                        |                   | Albert Goblet d'Alviella (1790-1873)              | Indipendente liberale                                 | de Gerlache                | 26 febbraio 1831        | 23 marzo 1831    | Erasmo Luigi Surlet de Chokier (reggente) |
|                        |                   | Constant d'Hane de Steenhuyse (1790-1850)         | Indipendente                                          | Lebeau I                   | 23 marzo 1831           | 18 maggio 1831   | Erasmo Luigi Surlet de Chokier (reggente) |
|                        |                   | Charles de Brouckère (ad interim) (1796-1860)     | Indipendente liberale                                 | Lebeau I                   | 18 maggio 1831          | 25 maggio 1831   | Erasmo Luigi Surlet de Chokier (reggente) |
|                        |                   | Amédée de Failly (1789-1853)                      | Indipendente                                          | Lebeau I                   | 25 maggio 1831          | 24 luglio 1831   | Erasmo Luigi Surlet de Chokier (reggente) |
| de Muelenaere          | 24 luglio 1831    | Amédée de Failly (1789-1853)                      | Indipendente                                          | 16 agosto 1831             | Leopoldo I del Belgio   |                  |                                           |
| de Muelenaere          |                   |                                                   | Charles de Brouckère (1796-1860)                      | Indipendente liberale      | Leopoldo I del Belgio   | 16 agosto 1831   | 15 marzo 1832                             |
| de Muelenaere          |                   |                                                   | Félix de Mérode (ad interim) (1791-1857)              | Indipendente confessionale | Leopoldo I del Belgio   | 15 marzo 1832    | 20 maggio 1832                            |
| de Muelenaere          |                   |                                                   | Louis Evain (1775-1852)                               | Indipendente               | Leopoldo I del Belgio   | 20 maggio 1832   | 20 ottobre 1832                           |
| Goblet d'Alviella      | 20 ottobre 1832   | 4 agosto 1834                                     | Louis Evain (1775-1852)                               | Indipendente               | Leopoldo I del Belgio   |                  |                                           |
| de Theux de Meylandt I | 4 agosto 1834     | 19 agosto 1836                                    | Louis Evain (1775-1852)                               | Indipendente               | Leopoldo I del Belgio   |                  |                                           |
| de Theux de Meylandt I |                   |                                                   | Jean-Pierre Willmar (1790-1858)                       | Indipendente confessionale | Leopoldo I del Belgio   | 19 agosto 1836   | 18 aprile 1840                            |
|                        |                   | Gérard Buzen (1784-1842)                          | Indipendente confessionale                            | Lebeau II                  | Leopoldo I del Belgio   | 18 aprile 1840   | 13 aprile 1841                            |
| Nothomb                | 13 aprile 1841    | Gérard Buzen (1784-1842)                          | Indipendente confessionale                            | 5 febbraio 1842            | Leopoldo I del Belgio   |                  |                                           |
| Nothomb                |                   |                                                   | Félix de Liem (1792-1875)                             | Indipendente liberale      | Leopoldo I del Belgio   | 5 febbraio 1842  | 5 aprile 1843                             |
| Nothomb                |                   |                                                   | Léandre Desmaisières (ad interim) (1794-1864)         | Indipendente confessionale | Leopoldo I del Belgio   | 5 aprile 1843    | 16 aprile 1843                            |
| Nothomb                |                   |                                                   | Pierre Dupont (1795-1878)                             | Indipendente               | Leopoldo I del Belgio   | 16 aprile 1843   | 30 luglio 1845                            |
| Van de Weyer           | 30 luglio 1845    | 27 febbraio 1846                                  | Pierre Dupont (1795-1878)                             | Indipendente               | Leopoldo I del Belgio   |                  |                                           |
| Van de Weyer           |                   |                                                   | Jules d'Anethan (ad interim) (1803-1888)              | Indipendente confessionale | Leopoldo I del Belgio   | 27 febbraio 1846 | 31 marzo 1846                             |
|                        |                   | Albert Prisse (1788-1856)                         | Indipendente confessionale                            | de Theux de Meylandt II    | Leopoldo I del Belgio   | 31 marzo 1846    | 12 agosto 1847                            |
|                        |                   | Félix Chazal (1808-1892)                          | Partito Liberale                                      | Rogier I                   | Leopoldo I del Belgio   | 12 agosto 1847   | 15 luglio 1850                            |
|                        |                   | Charles Rogier (ad interim) (1800-1885)           | Partito Liberale                                      | Rogier I                   | Leopoldo I del Belgio   | 15 luglio 1850   | 12 agosto 1850                            |
|                        |                   | Mathieu Brialmont (1789-1885)                     | Partito Liberale                                      | Rogier I                   | Leopoldo I del Belgio   | 12 agosto 1850   | 20 gennaio 1851                           |
|                        |                   | Charles Rogier (ad interim) (1800-1885)           | Partito Liberale                                      | Rogier I                   | Leopoldo I del Belgio   | 20 gennaio 1851  | 13 giugno 1851                            |
|                        |                   | Prosper Anoul (1792-1862)                         | Partito Liberale                                      | Rogier I                   | Leopoldo I del Belgio   | 13 giugno 1851   | 31 ottobre 1852                           |
| de Brouckère           | 31 ottobre 1852   | Prosper Anoul (1792-1862)                         | Partito Liberale                                      | 30 marzo 1855              | Leopoldo I del Belgio   |                  |                                           |
|                        |                   | Léonard Greindl (1798-1875)                       | Indipendente                                          | de Decker                  | Leopoldo I del Belgio   | 30 marzo 1855    | 9 novembre 1857                           |
|                        |                   | Edouard Berten (1806-1887)                        | Partito Liberale                                      | Rogier II                  | Leopoldo I del Belgio   | 9 novembre 1857  | 6 aprile 1859                             |
|                        |                   | Félix Chazal (1808-1892)                          | Partito Liberale                                      | Rogier II                  | Leopoldo I del Belgio   | 6 aprile 1859    | 12 novembre 1866                          |
|                        |                   | Alphonse Vandenpeereboom (ad interim) (1812-1884) | Partito Liberale                                      | Rogier II                  | 12 novembre 1866        | 13 dicembre 1866 | Leopoldo II del Belgio                    |
|                        |                   | Auguste Goethals (1812-1888)                      | Indipendente                                          | Rogier II                  | 13 dicembre 1866        | 3 gennaio 1868   | Leopoldo II del Belgio                    |
|                        |                   | Bruno Renard (1804-1879)                          | Indipendente                                          | Frère-Orban I              | 3 gennaio 1868          | 2 luglio 1870    | Leopoldo II del Belgio                    |
|                        |                   | Henri Guillaume (1812-1877)                       | Indipendente                                          | d'Anethan                  | 2 luglio 1870           | 7 dicembre 1871  | Leopoldo II del Belgio                    |
| Malou I                | 7 dicembre 1871   | Henri Guillaume (1812-1877)                       | Indipendente                                          | 10 dicembre 1872           |                         |                  | Leopoldo II del Belgio                    |
| Malou I                |                   |                                                   | Guillaume d'Aspremont Lynden (ad interim) (1815-1889) | Partito Cattolico          | 10 dicembre 1872        | 23 dicembre 1872 | Leopoldo II del Belgio                    |
| Malou I                |                   |                                                   | Jules Malou (ad interim) (1810-1886)                  | Partito Cattolico          | 23 dicembre 1872        | 25 marzo 1873    | Leopoldo II del Belgio                    |
| Malou I                |                   |                                                   | Séraphin Thiebault (1811-1879)                        | Indipendente               | 25 marzo 1873           | 19 giugno 1878   | Leopoldo II del Belgio                    |
|                        |                   | Bruno Renard (1804-1879)                          | Indipendente                                          | Frère-Orban II             | 19 giugno 1878          | 29 giugno 1879   | Leopoldo II del Belgio                    |
|                        |                   | Pierre Van Humbeeck (ad interim) (1829-1890)      | Partito Liberale                                      | Frère-Orban II             | 29 giugno 1879          | 8 settembre 1879 | Leopoldo II del Belgio                    |
|                        |                   | Jean-Baptiste Liagre (1815-1891)                  | Indipendente                                          | Frère-Orban II             | 8 settembre 1879        | 21 giugno 1880   | Leopoldo II del Belgio                    |
|                        |                   | Pierre Van Humbeeck (ad interim) (1829-1890)      | Partito Liberale                                      | Frère-Orban II             | 21 giugno 1880          | 6 novembre 1880  | Leopoldo II del Belgio                    |
|                        |                   | Guillaume Gratry (1822-1885)                      | Indipendente                                          | Frère-Orban II             | 6 novembre 1880         | 16 giugno 1884   | Leopoldo II del Belgio                    |
|                        |                   | Charles Pontus (1829-1907)                        | Indipendente                                          | Malou II                   | 16 giugno 1884          | 26 ottobre 1884  | Leopoldo II del Belgio                    |
| Beernaert              | 26 ottobre 1884   | Charles Pontus (1829-1907)                        | Indipendente                                          | 4 maggio 1893              |                         |                  | Leopoldo II del Belgio                    |
| Beernaert              |                   |                                                   | Jacques Brassine (1830-1899)                          | Indipendente               | 4 maggio 1893           | 26 marzo 1894    | Leopoldo II del Belgio                    |
| de Burlet              | 26 marzo 1894     | 25 febbraio 1896                                  | Jacques Brassine (1830-1899)                          | Indipendente               |                         |                  | Leopoldo II del Belgio                    |
| de Smet de Naeyer I    | 25 febbraio 1896  | 11 novembre 1896                                  | Jacques Brassine (1830-1899)                          | Indipendente               |                         |                  | Leopoldo II del Belgio                    |
| de Smet de Naeyer I    |                   |                                                   | Jules Vandenpeereboom (ad interim) (1843-1917)        | Partito Cattolico          | 11 novembre 1896        | 24 gennaio 1899  | Leopoldo II del Belgio                    |
| Vandenpeereboom        | 24 gennaio 1899   | 5 agosto 1899                                     | Jules Vandenpeereboom (ad interim) (1843-1917)        | Partito Cattolico          |                         |                  | Leopoldo II del Belgio                    |
|                        |                   | Alexandre Cousebant d'Alkemade (1840-1922)        | Indipendente                                          | de Smet de Naeyer II       | 5 agosto 1899           | 2 maggio 1907    | Leopoldo II del Belgio                    |
|                        |                   | Joseph Hellebaut (1842-1924)                      | Indipendente                                          | de Trooz                   | 2 maggio 1907           | 9 gennaio 1908   | Leopoldo II del Belgio                    |
| Schollaert             | 9 gennaio 1908    | Joseph Hellebaut (1842-1924)                      | Indipendente                                          | 17 giugno 1911             | Alberto I del Belgio    |                  |                                           |
| de Broqueville I       | 17 giugno 1911    | Joseph Hellebaut (1842-1924)                      | Indipendente                                          | 23 febbraio 1912           | Alberto I del Belgio    |                  |                                           |
| de Broqueville I       |                   |                                                   | Charles de Broqueville (ad interim) (1860-1940)       | Partito Cattolico          | Alberto I del Belgio    | 23 febbraio 1912 | 3 aprile 1912                             |
| de Broqueville I       |                   |                                                   | Victor Michel (1851-1918)                             | Indipendente               | Alberto I del Belgio    | 3 aprile 1912    | 11 novembre 1912                          |
| de Broqueville I       |                   |                                                   | Charles de Broqueville (1860-1940)                    | Partito Cattolico          | Alberto I del Belgio    | 11 novembre 1912 | 18 gennaio 1916                           |
| de Broqueville II      | 18 gennaio 1916   | 4 agosto 1917                                     | Charles de Broqueville (1860-1940)                    | Partito Cattolico          | Alberto I del Belgio    |                  |                                           |
| de Broqueville II      |                   |                                                   | Armand De Ceuninck (1858-1935)                        | Indipendente               | Alberto I del Belgio    | 4 agosto 1917    | 1º giugno 1918                            |
| Cooreman               | 1º giugno 1918    | 21 novembre 1918                                  | Armand De Ceuninck (1858-1935)                        | Indipendente               | Alberto I del Belgio    |                  |                                           |
|                        |                   | Fulgence Masson (1854-1942)                       | Partito Liberale                                      | Delacroix I                | Alberto I del Belgio    | 21 novembre 1918 | 2 dicembre 1919                           |
| Delacroix II           | 2 dicembre 1919   | Fulgence Masson (1854-1942)                       | Partito Liberale                                      | 20 novembre 1920           | Alberto I del Belgio    |                  |                                           |
| Difesa nazionale       |                   |                                                   |                                                       |                            |                         |                  |                                           |
|                        |                   | Albert Devèze (1881-1959)                         | Partito Liberale                                      | Carton de Wiart            | 20 novembre 1920        | 16 dicembre 1921 | Alberto I del Belgio                      |
| Theunis I              | 16 dicembre 1921  | Albert Devèze (1881-1959)                         | Partito Liberale                                      | 6 agosto 1923              |                         |                  | Alberto I del Belgio                      |
| Theunis I              |                   |                                                   | Pierre Forthomme (1877-1959)                          | Partito Liberale           | 6 agosto 1923           | 13 maggio 1925   | Alberto I del Belgio                      |
|                        |                   | Albert Hellebaut (1868-1951)                      | Indipendente                                          | Van de Vyvere              | 13 maggio 1925          | 17 giugno 1925   | Alberto I del Belgio                      |
|                        |                   | Prosper Kestens (1867-1945)                       | Partito Liberale                                      | Poullet                    | 17 giugno 1925          | 16 gennaio 1926  | Alberto I del Belgio                      |
|                        |                   | Prosper Poullet (ad interim) (1868-1937)          | Unione Cattolica Belga                                | Poullet                    | 16 gennaio 1926         | 20 maggio 1926   | Alberto I del Belgio                      |
|                        |                   | Charles de Broqueville (1860-1940)                | Unione Cattolica Belga                                | Jaspar I                   | 20 maggio 1926          | 22 novembre 1927 | Alberto I del Belgio                      |
| Jaspar II              | 22 novembre 1927  | Charles de Broqueville (1860-1940)                | Unione Cattolica Belga                                | 15 giugno 1931             |                         |                  | Alberto I del Belgio                      |
|                        |                   | Léon Dens (1869-1940)                             | Partito Liberale                                      | Renkin                     | 15 giugno 1931          | 23 maggio 1932   | Alberto I del Belgio                      |
|                        |                   | Paul Crokaert (1875-1955)                         | Unione Cattolica Belga                                | Renkin                     | 23 maggio 1932          | 22 ottobre 1932  | Alberto I del Belgio                      |
|                        |                   | George Theunis (1873-1966)                        | Unione Cattolica Belga                                | de Broqueville III         | 22 ottobre 1932         | 17 dicembre 1932 | Alberto I del Belgio                      |
|                        |                   | Albert Devèze (1881-1959)                         | Partito Liberale                                      | de Broqueville III         | 17 dicembre 1932        | 29 novembre 1934 | Alberto I del Belgio                      |
| Theunis II             | 29 novembre 1934  | Albert Devèze (1881-1959)                         | Partito Liberale                                      | 25 marzo 1935              | Leopoldo III del Belgio |                  |                                           |
| Van Zeeland I          | 25 marzo 1935     | Albert Devèze (1881-1959)                         | Partito Liberale                                      | 13 giugno 1936             | Leopoldo III del Belgio |                  |                                           |
|                        |                   | Henri Denis (1877-1957)                           | Indipendente                                          | Van Zeeland II             | Leopoldo III del Belgio | 13 giugno 1936   | 24 novembre 1937                          |
| Janson                 | 24 novembre 1937  | Henri Denis (1877-1957)                           | Indipendente                                          | 15 maggio 1938             | Leopoldo III del Belgio |                  |                                           |
| Spaak I                | 15 maggio 1938    | Henri Denis (1877-1957)                           | Indipendente                                          | 22 febbraio 1939           | Leopoldo III del Belgio |                  |                                           |
| Pierlot I              | 22 febbraio 1939  | Henri Denis (1877-1957)                           | Indipendente                                          | 18 aprile 1939             | Leopoldo III del Belgio |                  |                                           |
| Pierlot II             | 18 aprile 1939    | Henri Denis (1877-1957)                           | Indipendente                                          | 3 settembre 1939           | Leopoldo III del Belgio |                  |                                           |
| Pierlot III            | 3 settembre 1939  | Henri Denis (1877-1957)                           | Indipendente                                          | 23 agosto 1940             | Leopoldo III del Belgio |                  |                                           |
| Pierlot III            | vacante           | vacante                                           | vacante                                               | vacante                    | Leopoldo III del Belgio | 23 agosto 1940   | 23 ottobre 1940                           |
| Pierlot IV             | vacante           | vacante                                           | vacante                                               | vacante                    | Leopoldo III del Belgio | 23 ottobre 1940  | 22 novembre 1940                          |
| Pierlot IV             |                   |                                                   | Camille Gutt (1884-1971)                              | Indipendente               | Leopoldo III del Belgio | 22 novembre 1940 | 12 ottobre 1942                           |
| Pierlot IV             |                   |                                                   | Hubert Pierlot (1883-1965)                            | Indipendente               | Leopoldo III del Belgio | 12 ottobre 1942  | 26 settembre 1944                         |
|                        |                   | Fernand Demets (1884-1952)                        | Partito Liberale                                      | Pierlot V                  | 26 settembre 1944       | 12 dicembre 1944 | Carlo Teodoro del Belgio (reggente)       |
| Pierlot VI             | 12 dicembre 1944  | Fernand Demets (1884-1952)                        | Partito Liberale                                      | 12 febbraio 1945           |                         |                  | Carlo Teodoro del Belgio (reggente)       |
|                        |                   | Léon Mundeleer (1885-1964)                        | Partito Liberale                                      | Van Acker I                | 12 febbraio 1945        | 2 agosto 1945    | Carlo Teodoro del Belgio (reggente)       |
| Van Acker II           | 2 agosto 1945     | Léon Mundeleer (1885-1964)                        | Partito Liberale                                      | 13 marzo 1946              |                         |                  | Carlo Teodoro del Belgio (reggente)       |
|                        |                   | Raoul de Fraiteur (1895-1984)                     | Indipendente                                          | Spaak II                   | 13 marzo 1946           | 31 marzo 1946    | Carlo Teodoro del Belgio (reggente)       |
| Van Acker III          | 31 marzo 1946     | Raoul de Fraiteur (1895-1984)                     | Indipendente                                          | 3 agosto 1946              |                         |                  | Carlo Teodoro del Belgio (reggente)       |
| Huysmans               | 3 agosto 1946     | Raoul de Fraiteur (1895-1984)                     | Indipendente                                          | 20 marzo 1947              |                         |                  | Carlo Teodoro del Belgio (reggente)       |
| Spaak III              | 20 marzo 1947     | Raoul de Fraiteur (1895-1984)                     | Indipendente                                          | 27 novembre 1948           |                         |                  | Carlo Teodoro del Belgio (reggente)       |
| Spaak IV               | 27 novembre 1948  | Raoul de Fraiteur (1895-1984)                     | Indipendente                                          | 11 agosto 1949             |                         |                  | Carlo Teodoro del Belgio (reggente)       |
|                        |                   | Albert Devèze (1881-1959)                         | Partito Liberale                                      | Eyskens I                  | 11 agosto 1949          | 8 giugno 1950    | Carlo Teodoro del Belgio (reggente)       |
|                        |                   | Henri Moreau de Melen (1902-1992)                 | Partito Sociale Cristiano                             | Duvieusart                 | 8 giugno 1950           | 16 agosto 1950   | Carlo Teodoro del Belgio (reggente)       |
|                        |                   | Eugène De Greef (1900-1995)                       | Indipendente                                          | Pholien                    | 16 agosto 1950          | 15 gennaio 1952  | Carlo Teodoro del Belgio (reggente)       |
| Van Houtte             | 15 gennaio 1952   | Eugène De Greef (1900-1995)                       | Indipendente                                          | 23 aprile 1954             | Baldovino del Belgio    |                  |                                           |
|                        |                   | Antoon Spinoy (1906-1967)                         | Partito Socialista Belga                              | Van Acker IV               | Baldovino del Belgio    | 23 aprile 1954   | 26 giugno 1958                            |
|                        |                   | Arthur Gilson (1915-2004)                         | Partito Sociale Cristiano                             | Eyskens II                 | Baldovino del Belgio    | 26 giugno 1958   | 6 novembre 1958                           |
| Eyskens III            | 6 novembre 1958   | Arthur Gilson (1915-2004)                         | Partito Sociale Cristiano                             | 25 aprile 1961             | Baldovino del Belgio    |                  |                                           |
|                        |                   | Paul-Willem Segers (1900-1983)                    | Partito Sociale Cristiano                             | Lefèvre                    | Baldovino del Belgio    | 25 aprile 1961   | 28 luglio 1965                            |
|                        |                   | Ludovic Moyersoen (1904-1992)                     | Partito Sociale Cristiano                             | Harmel                     | Baldovino del Belgio    | 28 luglio 1965   | 19 marzo 1966                             |
|                        |                   | Charles Poswick (1924-1994)                       | Partito della Libertà e del Progresso                 | Vanden Boeynants I         | Baldovino del Belgio    | 19 marzo 1966    | 17 giugno 1968                            |
|                        |                   | Paul-Willem Segers (1900-1983)                    | Partito Sociale Cristiano                             | Eyskens IV                 | Baldovino del Belgio    | 17 giugno 1968   | 20 gennaio 1972                           |
|                        |                   | Paul Vanden Boeynants (1919-2001)                 | Partito Social-Cristiano                              | Eyskens V                  | Baldovino del Belgio    | 20 gennaio 1972  | 26 gennaio 1973                           |
| Leburton I             | 26 gennaio 1973   | Paul Vanden Boeynants (1919-2001)                 | Partito Social-Cristiano                              | 23 ottobre 1973            | Baldovino del Belgio    |                  |                                           |
| Leburton II            | 23 ottobre 1973   | Paul Vanden Boeynants (1919-2001)                 | Partito Social-Cristiano                              | 25 aprile 1974             | Baldovino del Belgio    |                  |                                           |
| Tindemans I            | 25 aprile 1974    | Paul Vanden Boeynants (1919-2001)                 | Partito Social-Cristiano                              | 11 giugno 1974             | Baldovino del Belgio    |                  |                                           |
| Tindemans II           | 11 giugno 1974    | Paul Vanden Boeynants (1919-2001)                 | Partito Social-Cristiano                              | 7 marzo 1977               | Baldovino del Belgio    |                  |                                           |
| Tindemans III          | 7 marzo 1977      | Paul Vanden Boeynants (1919-2001)                 | Partito Social-Cristiano                              | 3 giugno 1977              | Baldovino del Belgio    |                  |                                           |
| Tindemans IV           | 3 giugno 1977     | Paul Vanden Boeynants (1919-2001)                 | Partito Social-Cristiano                              | 20 ottobre 1978            | Baldovino del Belgio    |                  |                                           |
| Vanden Boeynants II    | 20 ottobre 1978   | Paul Vanden Boeynants (1919-2001)                 | Partito Social-Cristiano                              | 3 aprile 1979              | Baldovino del Belgio    |                  |                                           |
| Martens I              | 3 aprile 1979     | Paul Vanden Boeynants (1919-2001)                 | Partito Social-Cristiano                              | 15 ottobre 1979            | Baldovino del Belgio    |                  |                                           |
| Martens I              |                   |                                                   | José Desmarets (1925-2019)                            | Partito Social-Cristiano   | Baldovino del Belgio    | 15 ottobre 1979  | 23 gennaio 1980                           |
| Martens II             | 23 gennaio 1980   | 18 maggio 1980                                    | José Desmarets (1925-2019)                            | Partito Social-Cristiano   | Baldovino del Belgio    |                  |                                           |
|                        |                   | Charles Poswick (1924-1994)                       | Partito Riformatore Liberale                          | Martens III                | Baldovino del Belgio    | 18 maggio 1980   | 22 ottobre 1980                           |
|                        |                   | Frank Swaelen (1930-2007)                         | Partito Popolare Cristiano                            | Martens IV                 | Baldovino del Belgio    | 22 ottobre 1980  | 6 aprile 1981                             |
| Eyskens                | 6 aprile 1981     | Frank Swaelen (1930-2007)                         | Partito Popolare Cristiano                            | 17 dicembre 1981           | Baldovino del Belgio    |                  |                                           |
|                        |                   | Alfred Vreven (1937-2000)                         | Partito della Libertà e del Progresso                 | Martens V                  | Baldovino del Belgio    | 17 dicembre 1981 | 28 novembre 1985                          |
|                        |                   | François-Xavier de Donnea (1941)                  | Partito Riformatore Liberale                          | Martens VI                 | Baldovino del Belgio    | 28 novembre 1985 | 21 ottobre 1987                           |
| Martens VII            | 21 ottobre 1987   | François-Xavier de Donnea (1941)                  | Partito Riformatore Liberale                          | 9 maggio 1988              | Baldovino del Belgio    |                  |                                           |
|                        |                   | Guy Coëme (1946)                                  | Partito Socialista                                    | Martens VIII               | Baldovino del Belgio    | 9 maggio 1988    | 29 settembre 1991                         |
| Martens IX             | 29 settembre 1991 | Guy Coëme (1946)                                  | Partito Socialista                                    | 7 marzo 1992               | Baldovino del Belgio    |                  |                                           |
|                        |                   | Leo Delcroix (1949-2022)                          | Partito Popolare Cristiano                            | Dehaene I                  | Baldovino del Belgio    | 7 marzo 1992     | 8 dicembre 1994                           |
|                        |                   | Karel Pinxten (1952)                              | Partito Popolare Cristiano                            | Dehaene I                  | 8 dicembre 1994         | 23 giugno 1995   | Alberto II del Belgio                     |
|                        |                   | Melchior Wathelet (1949)                          | Partito Social-Cristiano                              | Dehaene II                 | 23 giugno 1995          | 3 settembre 1995 | Alberto II del Belgio                     |
|                        |                   | Jean-Pol Poncelet (1950)                          | Partito Social-Cristiano                              | Dehaene II                 | 3 settembre 1995        | 12 luglio 1999   | Alberto II del Belgio                     |
|                        |                   | André Flahaut (1955)                              | Partito Socialista                                    | Verhofstadt I              | 12 luglio 1999          | 11 luglio 2003   | Alberto II del Belgio                     |
| Verhofstadt II         | 11 luglio 2003    | André Flahaut (1955)                              | Partito Socialista                                    | 21 dicembre 2007           |                         |                  | Alberto II del Belgio                     |
|                        |                   | Pieter De Crem (1962)                             | Cristiano-Democratici e Fiamminghi                    | Verhofstadt III            | 21 dicembre 2007        | 20 marzo 2008    | Alberto II del Belgio                     |
| Leterme I              | 2 marzo 2008      | Pieter De Crem (1962)                             | Cristiano-Democratici e Fiamminghi                    | 30 dicembre 2008           |                         |                  | Alberto II del Belgio                     |
| Van Rompuy             | 30 dicembre 2008  | Pieter De Crem (1962)                             | Cristiano-Democratici e Fiamminghi                    | 25 novembre 2009           |                         |                  | Alberto II del Belgio                     |
| Leterme II             | 25 novembre 2009  | Pieter De Crem (1962)                             | Cristiano-Democratici e Fiamminghi                    | 6 dicembre 2011            |                         |                  | Alberto II del Belgio                     |
| Rupo                   | 6 dicembre 2011   | Pieter De Crem (1962)                             | Cristiano-Democratici e Fiamminghi                    | 11 ottobre 2014            |                         |                  | Alberto II del Belgio                     |
| Difesa                 |                   |                                                   |                                                       |                            |                         |                  |                                           |
|                        |                   | Steven Vandeput (1967)                            | Nuova Alleanza Fiamminga                              | Michel I                   | 11 ottobre 2014         | 12 novembre 2018 | Filippo del Belgio                        |
|                        |                   | Sander Loones (1979)                              | Nuova Alleanza Fiamminga                              | Michel I                   | 12 novembre 2018        | 9 dicembre 2018  | Filippo del Belgio                        |
|                        |                   | Didier Reynders (1958)                            | Movimento Riformatore                                 | Michel II                  | 9 dicembre 2018         | 27 ottobre 2019  | Filippo del Belgio                        |
| Wilmès I               | 27 ottobre 2019   | Didier Reynders (1958)                            | Movimento Riformatore                                 | 17 marzo 2020              |                         |                  | Filippo del Belgio                        |
|                        |                   | Philippe Goffin (1967)                            | Movimento Riformatore                                 | Wilmès II                  | 17 marzo 2020           | 1º ottobre 2020  | Filippo del Belgio                        |
|                        |                   | Ludivine Dedonder (1977)                          | Partito Socialista                                    | De Croo                    | 1º ottobre 2020         | 3 febbraio 2025  | Filippo del Belgio                        |
|                        |                   | Theo Francken (1978)                              | Nuova Alleanza Fiamminga                              | De Wever                   | 3 febbraio 2025         | in carica        | Filippo del Belgio                        |

### Esplicative
1. ↑  Già Ministro delle finanze.
2. ↑  Già membro del Consiglio dei Ministri.
3. ↑  Già Ministro dei lavori pubblici.
4. ↑  Già Ministro della giustizia.
5. 1 2 3  Già Capo di gabinetto.
6. ↑  Già Ministro degli affari interni.
7. ↑  Già Ministro degli affari esteri.
8. 1 2  Già Ministro dell'istruzione pubblica.
9. ↑  Già Ministro delle ferrovie, delle poste e dei telegrafi e, dal 24 gennaio 1899, Capo di gabinetto.
10. ↑  Già Capo di gabinetto e Ministro delle ferrovie, delle poste e dei telegrafi.
11. ↑  Ricopre anche la carica di Capo di gabinetto.
12. ↑  Già Primo ministro e, dal 20 aprile 1926, Ministro della giustizia.
13. ↑  Ricopre anche le cariche di Ministro delle finanze, di Ministro degli affari economici e di Ministro dei trasporti.
14. ↑  Ricopre anche le cariche di Primo ministro, di Ministro degli affari interni e di Ministro dei lavori pubblici fino al 1° maggio 1943 e, fino al 15 aprile 1944, di Ministro della sanità pubblica.
15. ↑  Ricopre anche la carica di Primo ministro dal 20 ottobre 1978 al 3 aprile 1979, di Vice primo ministro dal 3 giugno 1977 al 20 ottobre 1978 e nuovamente dal 3 aprile 1979 e di Ministro per gli affari di Bruxelles dal 25 aprile 1974 al 3 giugno 1977.
16. ↑  Ricopre anche la carica di Vice primo ministro dal 23 gennaio 1980.
17. ↑  Ricopre anche la carica di membro del gabinetto ristretto dall'11 maggio 1980.
18. ↑  Ricopre anche la carica di Ministro della regione di Bruxelles-capitale.
19. ↑  Ricopre anche la carica di Vice primo ministro.
20. ↑  Ricopre anche le cariche di Vice primo ministro e di Ministro dell'energia.
21. ↑  Ricopre anche la carica di Vice primo ministro dal 5 marzo 2013.
22. 1 2  Con delega alla funzione pubblica.
23. ↑  Ricopre anche la carica di Vice primo ministro, di Ministro degli affari esteri ed europei, con delega al Beliris e alle istituzioni culturali federali.
24. ↑  Ricopre anche la carica di Ministro degli affari esteri.
25. ↑  Con delega al commercio estero.